# Elecciones regionales de Loreto de 2014
Las elecciones regionales de Loreto de 2014 se llevaron a cabo el 5 de octubre de 2014 para elegir al presidente regional, al vicepresidente regional y al Consejo Regional para el periodo 2015-2018. La elección se celebró simultáneamente con elecciones regionales y municipales (provinciales y distritales) en todo el Perú.

## Sistema electoral
El Gobierno Regional de Loreto es el órgano administrativo y de gobierno del Departamento de Loreto. Está compuesto por el presidente regional, el vicepresidente regional y el Consejo Regional.
La votación se realiza en base al sufragio universal, que comprende a todos los ciudadanos nacionales mayores de dieciocho años, empadronados y residentes en el departamento de Loreto y en pleno goce de sus derechos políticos.
El presidente y vicepresidente regional son elegidos por sufragio directo. Para que un candidato sea proclamado ganador debe obtener no menos de 30 % de votos válidos. En caso ningún candidato logre ese porcentaje en la primera vuelta electoral, los dos candidatos más votados participan en una segunda vuelta o balotaje.
El Consejo Regional de Loreto está compuesto por 11 consejeros elegidos por sufragio directo para un período de cuatro (4) años. La votación es por lista cerrada y bloqueada. Cada provincia del departamento de Loreto constituye una circunscripción electoral. La votación es por lista cerrada y bloqueada. Se asigna a la lista ganadora los escaños según el método d'Hondt. La distribución y el número de consejeros regionales es la siguiente:
| Circunscripción                                           | Escaños | Mapa |
| --------------------------------------------------------- | ------- | ---- |
| Alto Amazonas(+1), Datem del Marañón(+1), Loreto y Maynas | 2       |      |
| Mariscal Ramón Castilla, Requena y Ucayali                | 1       |      |

## Composición del Consejo Regional de Loreto
La siguiente tabla muestra la composición del Consejo Regional de Loreto antes de las elecciones.
| Partidos | Partidos                                    | Consejeros |
| -------- | ------------------------------------------- | ---------- |
|          | Fuerza Loretana                             | 4          |
|          | Movimiento Independiente Loreto - Mi Loreto | 3          |
|          | Movimiento Esperanza Región Amazónica       | 1          |
|          | Movimiento Integración Loretana             | 1          |

## Partidos y candidatos
A continuación se muestra una lista de los principales partidos y alianzas electorales que participaron en las elecciones:
| Candidatura | Candidatura | Partidos y alianzas                                             | Candidatos | Candidatos                    | Ideología                                                          | Resultado previo | Resultado previo | Ref. |
| Candidatura | Candidatura | Partidos y alianzas                                             | Candidatos | Candidatos                    | Ideología                                                          | Votos (%)        | Con.             | Ref. |
| ----------- | ----------- | --------------------------------------------------------------- | ---------- | ----------------------------- | ------------------------------------------------------------------ | ---------------- | ---------------- | ---- |
|             | FL          | Lista - Fuerza Loretana (FL)                                    |            | Yván Vásquez Valera           | Regionalismo loretano                                              | 31.57%           | 4                |      |
|             | MERA        | Lista - Movimiento Esperanza Región Amazónica (MERA)            |            | Jorge Mera Ramírez            | Regionalismo loretano                                              | 24.11%           | 1                |      |
|             | Mi Loreto   | Lista - Movimiento Independiente Loreto - Mi Loreto (Mi Loreto) |            | Elisbán Ochoa Sosa            | Regionalismo loretano                                              | 13.17%           | 3                |      |
|             | MIL         | Lista - Movimiento Integración Loretana (MIL)                   |            | Fernando Meléndez Celis       | Regionalismo loretano                                              | 12.29%           | 1                |      |
|             | UNIPOL      | Lista - Movimiento Político Regional UNIPOL (UNIPOL)            |            | Robinson Rivadeneyra Reátegui | Regionalismo loretano                                              | 5.48%            | 0                |      |
|             | AP          | Lista - Acción Popular (AP)                                     |            | Jorge Foinquinos Mera         | Partido atrapalotodo                                               | 4.39%            | 0                |      |
|             | APP         | Lista - Alianza para el Progreso (APP)                          |            | Anunciación Hernández Grandez | Liberalismo económico Conservadurismo liberal Populismo de derecha | Nuevo            | Nuevo            |      |

## Sondeos de opinión
La siguiente tabla enumera las estimaciones de la intención de voto en orden cronológico inverso, mostrando las más recientes primero y utilizando las fechas en las que se realizó el trabajo de campo de la encuesta. Cuando se desconocen las fechas del trabajo de campo, se proporciona la fecha de publicación.
Leyenda:
     Sondeo realizado en el periodo de prohibición legal de la difusión de sondeos de intención de voto.

### Intención de voto
La siguiente tabla enumera las estimaciones ponderadas (sin incluir votos en blanco y nulos) de la intención de voto.
|                                       |                   |     |      |      |      |      |     |      |  |  |
| Elecciones regionales de 2014         | 5 oct 2014        | —   | 41.3 | 28.0 | 15.8 | 6.5  | 6.0 | 13.3 |  |  |
|                                       |                   |     |      |      |      |      |     |      |  |  |
| Ipsos Perú/América                    | 5 oct 2014        | ?   | 45.7 | –    | –    | –    | –   | ?    |  |  |
| Datum Internacional/Frecuencia Latina | 5 oct 2014        | ?   | 43.7 | 25.2 | 16.7 | –    | 6.3 | 18.5 |  |  |
| Ipsos Perú/América                    | 5 oct 2014        | ?   | 39.6 | 30.5 | 17.1 | –    | –   | 9.1  |  |  |
| Datum Internacional/Frecuencia Latina | 5 oct 2014        | ?   | 42.9 | 29.4 | 13.7 | –    | –   | 13.5 |  |  |
| Datos Opinión y Mercado/MIL           | 20–23 sep 2014    | ?   | 45.9 | 17.4 | 15.1 | 12.6 | 4.8 | 28.5 |  |  |
| CPI/RPP                               | 23 may–8 jun 2014 | 250 | 44.0 | 20.1 | 9.7  | 18.6 | 4.6 | 23.9 |  |  |
| Loreto Opinión y Mercado              | 3–4 may 2014      | 400 | 48.8 | 12.5 | 15.0 | 16.3 | 5.0 | 32.5 |  |  |
| Loreto Opinión y Mercado              | 15–16 mar 2014    | 670 | 48.8 | 18.8 | 8.8  | 11.3 | 5.0 | 30.0 |  |  |

### Preferencias de voto
La siguiente tabla enumera las preferencias de voto en bruto (incluyendo blancos, viciados y sin respuesta) y no ponderadas.
| Encuestadora/Medio            | Fecha             | Muestra | Fernando Meléndez | Yván Vásquez | Elisbán Ochoa | Jorge Mera | Jorge Foinqui. | B/V  | NS/NO | Dif. |  |  |  |
| ----------------------------- | ----------------- | ------- | ----------------- | ------------ | ------------- | ---------- | -------------- | ---- | ----- | ---- |  |  |  |
| Encuestadora/Medio            | Fecha             | Muestra |                   |              |               |            |                |      |       |      |  |  |  |
| Elecciones regionales de 2014 | 5 oct 2014        | —       | 34.9              | 23.7         | 13.3          | 5.5        | 5.0            | 15.4 | –     | 11.2 |  |  |  |
|                               |                   |         |                   |              |               |            |                |      |       |      |  |  |  |
| Datos Opinión y Mercado/MIL   | 20–23 sep 2014    | ?       | 41.3              | 15.7         | 13.6          | 11.3       | 4.3            | –    | 10.0  | 25.6 |  |  |  |
| CPI/RPP                       | 23 may–8 jun 2014 | 250     | 29.8              | 13.6         | 6.6           | 12.6       | 3.1            | 21.0 | 11.2  | 16.2 |  |  |  |
| Loreto Opinión y Mercado      | 3–4 may 2014      | 400     | 39                | 10           | 12            | 13         | 4              | –    | 20    | 26   |  |  |  |
| Loreto Opinión y Mercado      | 15–16 mar 2014    | 670     | 39                | 15           | 7             | 9          | 4              | 16   | 4     | 24   |  |  |  |

## Resultados

### Gobierno Regional de Loreto
|                      | Fernando Meléndez Celis       | Movimiento Integración Loretana (MIL)                   | 164,210 | 41.28 |  |  |  |
|                      | Yván Vásquez Valera           | Fuerza Loretana (FL)                                    | 111,562 | 28.05 |  |  |  |
|                      | Elisbán Ochoa Sosa            | Movimiento Independiente Loreto - Mi Loreto (Mi Loreto) | 62,778  | 15.78 |  |  |  |
|                      | Jorge Mera Ramírez            | Movimiento Esperanza Región Amazónica (MERA)            | 25,824  | 6.49  |  |  |  |
|                      | Jorge Foinquinos Mera         | Acción Popular (AP)                                     | 23,686  | 5.95  |  |  |  |
|                      | Anunciación Hernández Grandez | Alianza para el Progreso (APP)                          | 4,970   | 1.25  |  |  |  |
|                      | Robinson Rivadeneyra Reátegui | Movimiento Político Regional UNIPOL (UNIPOL)            | 4,748   | 1.19  |  |  |  |
|                      |                               |                                                         |         |       |  |  |  |
| Total                | Total                         | Total                                                   | 397,778 |       |  |  |  |
|                      |                               |                                                         |         |       |  |  |  |
| Votos válidos        | Votos válidos                 | Votos válidos                                           | 397,778 | 84.56 |  |  |  |
| Votos en blanco      | Votos en blanco               | Votos en blanco                                         | 30,798  | 6.55  |  |  |  |
| Votos nulos          | Votos nulos                   | Votos nulos                                             | 41,841  | 8.89  |  |  |  |
| Votos emitidos       | Votos emitidos                | Votos emitidos                                          | 470,417 | 76.46 |  |  |  |
| Abstenciones         | Abstenciones                  | Abstenciones                                            | 144,832 | 23.54 |  |  |  |
| Votantes registrados | Votantes registrados          | Votantes registrados                                    | 615,249 |       |  |  |  |
|                      |                               |                                                         |         |       |  |  |  |
| Fuente:              |                               |                                                         |         |       |  |  |  |

### Consejo Regional de Loreto
|                        |                                                         |              |              |              |         |         |  |  |
| Partidos y coaliciones | Partidos y coaliciones                                  | Voto popular | Voto popular | Voto popular | Escaños | Escaños |  |  |
| Partidos y coaliciones | Partidos y coaliciones                                  | Votos        | %            | ±pp          | Total   | +/−     |  |  |
|                        | Movimiento Integración Loretana (MIL)                   | 136,334      | 37.91        | +24.47       | 4       | +3      |  |  |
|                        | Fuerza Loretana (FL)                                    | 94,479       | 26.27        | –3.57        | 6       | +2      |  |  |
|                        | Movimiento Independiente Loreto - Mi Loreto (Mi Loreto) | 60,546       | 16.84        | +1.57        | 0       | –3      |  |  |
|                        | Acción Popular (AP)                                     | 29,338       | 8.16         | +2.29        | 1       | +1      |  |  |
|                        | Movimiento Esperanza Región Amazónica (MERA)            | 27,718       | 7.71         | –11.48       | 0       | –1      |  |  |
|                        | Alianza para el Progreso (APP)                          | 6,713        | 1.87         | Nuevo        | 0       | ±0      |  |  |
|                        | Movimiento Político Regional UNIPOL (UNIPOL)            | 4,468        | 1.24         | –4.60        | 0       | ±0      |  |  |
|                        |                                                         |              |              |              |         |         |  |  |
| Total                  | Total                                                   | 359,596      |              |              | 11      | +2      |  |  |
|                        |                                                         |              |              |              |         |         |  |  |
| Votos válidos          | Votos válidos                                           | 359,596      | 76.41        | +2.94        |         |         |  |  |
| Votos en blanco        | Votos en blanco                                         | 69,468       | 14.76        | –2.07        |         |         |  |  |
| Votos nulos            | Votos nulos                                             | 41,524       | 8.82         | –0.88        |         |         |  |  |
| Votos emitidos         | Votos emitidos                                          | 470,588      | 76.49        | –4.24        |         |         |  |  |
| Abstenciones           | Abstenciones                                            | 144,661      | 23.51        | +4.24        |         |         |  |  |
| Votantes registrados   | Votantes registrados                                    | 615,249      |              |              |         |         |  |  |
|                        |                                                         |              |              |              |         |         |  |  |
| Fuente:                |                                                         |              |              |              |         |         |  |  |

### Autoridades electas
| Cargo                                                      | Autoridad electa | Autoridad electa            | Partido político | Partido político                |
| ---------------------------------------------------------- | ---------------- | --------------------------- | ---------------- | ------------------------------- |
| Presidente Regional de Loreto                              |                  | Fernando Meléndez Celis     |                  | Movimiento Integración Loretana |
| Vicepresidente Regional de Loreto                          |                  | Pedro Portocarrero Nogueira |                  | Movimiento Integración Loretana |
| Consejero Regional de Loreto (por Alto Amazonas)           |                  | Javier Álava Floríndez      |                  | Movimiento Integración Loretana |
| Consejero Regional de Loreto (por Alto Amazonas)           |                  | Roberto Pérez López         |                  | Acción Popular                  |
| Consejero Regional de Loreto (por Datem del Marañón)       |                  | Miguel Gutiérrez Alván      |                  | Movimiento Integración Loretana |
| Consejero Regional de Loreto (por Datem del Marañón)       |                  | Óscar Vásquez Tantaleán     |                  | Fuerza Loretana                 |
| Consejero Regional de Loreto (por Loreto)                  |                  | Guido Coronel Zumaeta       |                  | Movimiento Integración Loretana |
| Consejera Regional de Loreto (por Loreto)                  |                  | Llesabela Tuesta Ruíz       |                  | Fuerza Loretana                 |
| Consejero Regional de Loreto (por Mariscal Ramón Castilla) |                  | Marco Vásquez Soplín        |                  | Fuerza Loretana                 |
| Consejero Regional de Loreto (por Maynas)                  |                  | Edinson Guerrero Sánchez    |                  | Movimiento Integración Loretana |
| Consejero Regional de Loreto (por Maynas)                  |                  | Luis Valencia Paredes       |                  | Fuerza Loretana                 |
| Consejero Regional de Loreto (por Requena)                 |                  | Aliardo Solsol Mera         |                  | Fuerza Loretana                 |
| Consejera Regional de Loreto (por Ucayali)                 |                  | Nuria Mathews Shapiama      |                  | Fuerza Loretana                 |